# 八木隆宜
八木隆宜（ヤギタカヨシ、1985年7月10日- ）は、日本のお笑い芸人。レオンのツッコミ。タレント。 ホリプロコム所属。 立ち位置は下手（向かって左）
- 相方の石部とは目黒笑売塾（8期生）で出会い、2010年4月1日付けでホリプロコム所属となる。
- 静岡市立葵小学校、静岡聖光学院中学校・高等学校を経て、日本大学経済学部経済学科を卒業。
- 漫才を主としている
- 2022・2023と神田カレーグランプリのメインMCを務めている

## 人物
八木のツッコミに対し石部が『そうだよなぁ！』と肯定しつつボケる。
中学高校と6年間静岡聖光学院でラグビー部であった。

## 出演

### テレビ
- 前略、西東さん（中京テレビ)
- ウチのガヤがすみません!
- とびっきり静岡
- スターマン・この星の恋（2013年）
- 目指せ!! アウトレット芸人(チバテレビ)
- うつけもん（フジテレビ）
- 鬼三村 〜ダメ後輩達よ、面白くあれ!!〜（2016年4月28日 - 、Hulu）

### ラジオ
- サンドウィッチマンの天使のつくり笑い

### ライブ
- ホリプロお笑いライブ
- 新人内さまライブ

他

### 趣味・嗜好
- 麻雀の腕前は自称プロ級。
- 清水エスパルスのサポーター。試合前の前説や、パブリックビューイングなどで盛り上げ、その姿は選手のインスタライブにも配信された。

### 家族
- 2人兄弟の末っ子。家族構成は父、母、兄。
- 父親は、八木ジョージ。

### その他エピソード
- 祖父は、三保ヶ関部屋に所属する大相撲力士であった。
- 実用英語技能検定2級を持っている。